# Sucessor espiritual
Um sucessor espiritual, às vezes chamado de sequência espiritual, é um sucessor de uma obra de ficção que não contribui diretamente com o enredo estabelecido pelo trabalho anterior, como a maioria das prequelas e sequências fazem, todavia apresentam vários dos mesmos elementos, temas e estilos de seu antecessor.

## Razões para criar um sucessor espiritual
Times de criação, devido à atual natureza do sistema "desenvolvedor/publicador" herdado em quase todos os jogos para computador, bem como à contínua compra e aquisições (que vendem a produtora por inteiro, incluindo os seus direitos autorais e marcas registradas) por parte de corporações conglomeradas, geralmente falham em manter o direito autoral e a marca registrada sobre as suas criações. Isto geralmente impossibilita a criação de sequências de um produto de ficção por várias razões, como a "essência" do estúdio ser demitida ou substituída após a conclusão de um projeto enquanto que a empresa parente mantém controle sobre os direitos e marcas do estúdio. Um bom exemplo desta estratégia é a Electronic Arts, que já fechou vários estúdios enquanto manteve os seus direitos e marcas, como Bullfrog Productions, Origin Systems e Westwood Studios.
Como resposta, os times de criação produzem uma obra que se assemelha com o jogo original de alguma maneira, sem copiar ou mencioná-lo diretamente, notavelmente omitindo o título, enredo e os nomes dos personagens. Por exemplo, os jogos da série TimeSplitters e, mais frequentemente, Perfect Dark são considerados sucessores espirituais do conhecido GoldenEye 007.
Em outros casos, um sucessor espiritual é criado quando os primeiros produtos ora não são um sucesso comercial ora são esquecidos pelo público que iria comprar o produto. Ao abandonar o nome original da obra (e talvez a sua fama como produto esquecido), a sequência espiritual pode ser apreciada por novos olhos. Um exemplo disto seria BioShock, que tem sido referido pelos seus produtores como o sucessor espiritual de System Shock 2. Apesar dos elogios dos críticos, ambos System Shock e System Shock 2 falharam em alcançar o sucesso comercial esperado, ao contrário de BioShock que foi ambos um sucesso crítico e comercial.

## Outros exemplos de sucessores espirituais

### Jogos eletrônicos
- Assassins Creed é o sucessor espiritual da série Prince of Persia. Na verdade, Assassins Creed estava indo inicialmente para ser uma sequela da série Prince of Persia.
- Ikaruga é o sucessor espiritual de Radiant Silvergun da empresa Treasure.
- Fallout foi originalmente concebido como uma sequela para Wasteland, mas tornou-se um jogo stand-alone após os desenvolvedores não conseguiram adquirir o autor Wasteland e marcas da Electronic Arts. em si Fallout quase recebeu um sucessor espiritual, na forma de um jogo sem título pela Troika, apelidado de "Mystary!" pelos fãs.
- Supreme Commander é considerado o sucessor espiritual de Total Annihilation.
- Shadow of the Colossus foi mencionado por Produtor Executivo Fumito Ueda como um sucessor espiritual de Ico e mais tarde explicou também como um prequel, a ter lugar no mesmo mundo em um tempo indeterminado antes de Ico.

Hellgate: London tem sido referido pelo seu desenvolvedor Flagship Studios como o sucessor espiritual de Diablo II. Funcionários-chave emblemáticas já havia trabalhado em Diablo II como parte da Blizzard North.
- o game Dragon Age: Origins da Bioware é referido como o sucessor espiritual da série Baldur
- O jogo Portal da Valve foi desenvolvido pelos criadores do DigiPen projeto Narbacular Gota e foi oficialmente indicado como seu sucessor espiritual.
- Policenauts é o sucessor espiritual do Snatcher.
- A série de jogos Xenosaga da empresa Monolith é o sucessor espiritual para os 4 jogos da série Xenogears, cada um é o produto das mesmas mentes criativas Xenogears é o quinto episódio de uma série de seis partes, mas isso acabou prematuramente quando Monolith Soft foi estabelecida.. A série Xenosaga também foram originalmente concebido para ser uma série de seis partes, bem como, mas os planos para este foram efetivamente interrompida quando a série terminou prematuramente com sua terceiro episódio. Embora eles estejam dentro do mesmo universo, não há relação direta entre Xenogears e da série Xenosaga.
- Red Dead Redemption é um sucessor espiritual de Red Dead Revolver de acordo com a Rockstar Games, que desenvolveu e produziu os dois.
- Bayonetta é um sucessor espiritual da franquia Devil May Cry.
- Demon's Souls tem sido descrito como um sucessor espiritual da série King's Field da empresa From Software.
- Dark Souls, por sua vez, foi referido como um sucessor espiritual de Demon's Souls.
- Odin Sphere é considerado um sucessor espiritual da série Princess Crown.
- Paper Mario é um sucessor espiritual de Super Mario RPG: Legend of the Seven Stars. Na verdade, Paper Mario estava indo originalmente ser chamado de Super Mario RPG 2.
- Wrecked: Revenge Revisited é um sucessor espiritual de Purê de como eles foram ambos desenvolvidos pela Software Supersonic. e com a maioria das armas e algumas das faixas em Wrecked já estão presentes em Mashed.
- Desenvolvido por membros-chave por trás da franquia Mega Man, o game Mighty Nº 9 é considerado por muitos como seu sucessor espiritual, como eles compartilham muitas semelhanças, tanto na jogabilidade e design. O projeto ganhou notoriedade depois de levantar mais de 4 000 000 de dólares através de crowdfunding.
- O jogo Sleeping Dogs é um sucessor espiritual da franquia True Crime.
- O jogo Armikrog é um sucessor espiritual da série The Neverhood.

### Filmes
- O filme MirrorMask (2005) foi concebido pelo Jim Henson Company e diretor Dave McKean como um sucessor espiritual de filmes de fantasia anteriores da empresa The Dark Crystal (1982) e Labyrinth (1986).
- Criaturas Ferozes (1997) é um follow-up para o filme de comédia Um Peixe Chamado Wanda (1988) com o mesmo elenco e equipe de criação, mas personagens completamente diferentes.
- O Vengeance Trilogy é composta por três filmes, dirigidos por Park Chan-wook, Sympathy for Mr. Vengeance (2002), Oldboy (2003), Sympathy for Lady Vengeance (2005), que teve o mesmo tema "vingança, violência e salvação".
- A Árvore de Vime (2011) é uma "sequência espiritual" para The Wicker Man (1973), e foi identificado como tal em um comunicado de imprensa Fantasia 2011. Ambos são filmes de terror dirigido pelo cineasta britânico Robin Hardy, e ambos em centro o conflito entre o cristianismo e o paganismo em um moderno escocês configuração. Hardy descreveu a árvore de vime como "uma espécie de irmão espiritual" para The Wicker Man.

A trilogia "Futuro sujo" é composta por Elysium, Distrito 9 e Chappie, todos do diretor Neill Blomkamp.